# Melvina
Melvina – wieś w Stanach Zjednoczonych, w stanie Wisconsin, w hrabstwie Monroe.